# Edouard Ganseman
Edouard Charles Jules Ganseman (Moeskroen, 19 juli 1913 - Brussel, 16 oktober 1965) was een Belgisch senator.

## Levensloop
Ganseman was beheerder van vennootschappen, onder meer van de Usines Textiles Ganseman en De Myttenaere.
In 1956 werd hij liberaal senator voor het arrondissement Oudenaarde-Aalst in opvolging van de ontslagnemende Gustaaf De Stobbeleir. Hij vervulde dit mandaat tot in 1961.